# 許漢珍
許漢珍（1929年—2025年7月5日），是一位出身臺南的大木作匠師。於2014年被文化部指定為「大木作技術」的傳統技術保存者。

## 生平
昭和4年（1929年），許漢珍出生於臺南虎尾寮後甲社區一個從事大木作技藝的家庭。
17歲時，許漢珍開始在父親教導下學習大木作技藝。
1950年代，許漢珍開始從事寺廟興建工作；此後，他又自學鋼筋混凝土建築技術，並將其與傳統技術融合。
2005年，許漢珍獲頒第12屆全球中華文化藝術薪傳獎傳統工藝獎。
2010年及2014年，臺南市政府以「廟宇大木」及「廟宇結網許漢珍」為名將許漢珍的大木作技藝登錄為臺南市傳統藝術資產。
2014年，許漢珍獲中華民國文化部指定為「大木作技術」的傳統技術保存者。
2015年，獲國家指定為人間國寶，並榮獲「臺南市政府卓越市民」表揚。
2020年，獲文化部「國家文化資產保存獎」保存傳承類得主。
2025年7月5日辭世，享耆壽96歲。

## 代表作品

#### 臺南市
- 南勢街西羅殿[7][11]
- 大銃街元和宮全臺白龍庵[12]
- 八吉境五帝廟
- 十八境神農殿
- 市仔頭福隆宮
- 灣裡萬年殿

## 外部連結
- 大木司阜許漢珍的Facebook專頁
- 傳統大木司阜許漢珍技藝暨作品典藏計畫 - 拓展台灣數位典藏計畫 （页面存档备份，存于）
- 傳統大木司阜許漢珍廟宇結網傳習計畫- 首頁 （页面存档备份，存于）
- 許漢珍司阜傳統疊斗式大木棟架技藝傳習- 首頁